# Grace Aguilar
Grace Aguilar (Londra, 2 giugno 1816 – Francoforte sul Meno, 16 settembre 1847) è stata una scrittrice britannica di origine ebraica, attiva durante il periodo vittoriano.
È stata una delle prime donne ebree a pubblicare libri in Inghilterra. La sua formazione influenzò la sua produzione letteraria, che si caratterizzò per il suo impegno morale e religioso.

## Biografia
Nata a Londra da una famiglia ebrea sefardita, proveniente dal Portogallo, Grace Aguilar fu educata in modo approfondito sulla storia e sulla cultura ebraiche. Fin da bambina, Grace aveva problemi di salute, che la costrinsero a casa per gran parte della sua infanzia. Questo le permise di leggere molto e sviluppare le sue capacità di scrittura. Il padre incoraggiò le sue attività letterarie e all'età di 19 anni pubblicò il suo primo libro, The Magic Wreath of Hidden Flowers del 1835, una raccolta di poesie e racconti per bambini, che fu seguito da The Spirit of Judaism (1842), un saggio in cui la scrittrice esplorava i principi fondamentali della fede ebraica. Nel 1845 pubblicò Home Influence, un romanzo incentrato sul ruolo della donna nella società vittoriana e sulla necessità di un'educazione morale e religiosa.
La scrittrice proseguì la sua carriera con opere come The Women of Israel (1845), una raccolta di storie e biografie di donne ebraiche famose, e The Vale of Cedars (1850), un romanzo storico ambientato nella Spagna del XIII secolo.
Soffrì di una lunga malattia, molto probabilmente tubercolosi, che la portò alla morte. È sepolta nel cimitero ebraico di Francoforte.

## Opere
- The Magic Wreath of Hidden Flowers, 1835
- Sabbath Thoughts and Sacred Communings, 1836
- The Spirit of Judaism, 1842
- Home Influence: A Tale for Mothers and Daughters, 1847
- The Mother's Recompense: A Sequel to Home Influence, 1850
- Vale of Cedars: or The Martyr, 1851
- The Women of Israel; or, Characters and Sketches from the Holy Scriptures and Jewish History, 1851
- The Jewish Faith: Its Spiritual Consolation, Moral Guidance, and Immortal Hope, with a Brief Notice of the Reasons for Many of Its Ordinances and Prohibitions, 1853
- The Triumph of Love, 1854
- Woman's Friendship: A Story of Domestic Life, 1855
- The Days of Bruce: A Story from Scottish History, 1856